# Glynis Nunn
Glynis Nunn OAM (geb. Glynis Leanne Saunders, in zweiter Ehe Cearns; * 4. Dezember 1960 in Toowoomba, Queensland) ist eine ehemalige australische Leichtathletin und Olympiasiegerin.
1977 wurde sie beim Leichtathletik-Weltcup in Düsseldorf wurde sie über 100 Meter Hürden Achte. Beim Fünfkampf der Commonwealth Games 1978 in Edmonton gab nach der zweiten Disziplin verletzt aus.
Bei den Commonwealth Games 1982 in Brisbane siegte sie im Siebenkampf, wurde Sechste über 100 Meter Hürden und Siebte im Weitsprung. 1983 wurde sie bei den Weltmeisterschaften in Helsinki Siebte im Siebenkampf und erreichte über 100 Meter Hürden das Halbfinale.
Bei den von den Staaten des Ostblocks boykottierten Olympischen Spielen 1984 in Los Angeles gewann sie die Goldmedaille im Siebenkampf vor der US-Amerikanerin Jackie Joyner (Silber) und der Deutschen Sabine Everts (Bronze), wurde Fünfte über 100 Meter Hürden und Siebte im Weitsprung.
Über 100 Meter Hürden wurde sie beim Leichtathletik-Weltcup 1985 in Canberra Fünfte, gewann Bronze bei den Commonwealth Games 1986 in Edinburgh und wurde Fünfte bei den Commonwealth Games 1990 in Edinburgh.
Je fünfmal wurde sie Australische Meisterin über 100 Meter Hürden (1982–1986) und im Fünf- bzw. Siebenkampf (1978, 1980–1982, 1984).
1985 wurde sie für ihre sportlichen Verdienste mit der Medaille des Order of Australia ausgezeichnet. Im gleichen Jahr wurde sie in die Sports Australia Hall of Fame aufgenommen.
1982 heiratete sie den Zehnkämpfer Chris Nunn, 1988 David Cearns.

## Bestleistungen
- 100 m Hürden: 13,02 m, 3. August 1984, Los Angeles
- Weitsprung: 6,66 m, 4. August 1984, Los Angeles
- Siebenkampf: 6387 Punkte, 4. August 1984, Los Angeles